# Christian Kukuk
Pour les articles homonymes, voir Kukuk.
Christian Kukuk (né le 4 mars 1990 à Warendorf) est un cavalier allemand de saut d'obstacles.
Il est champion du monde de la discipline individuel et par équipes lors de la Coupe du monde de 2023, avec son cheval Checker 47. Il remporte la médaille d'or aux Jeux olympiques d'été de 2024 à Versailles, avec le même cheval.

## Biographie

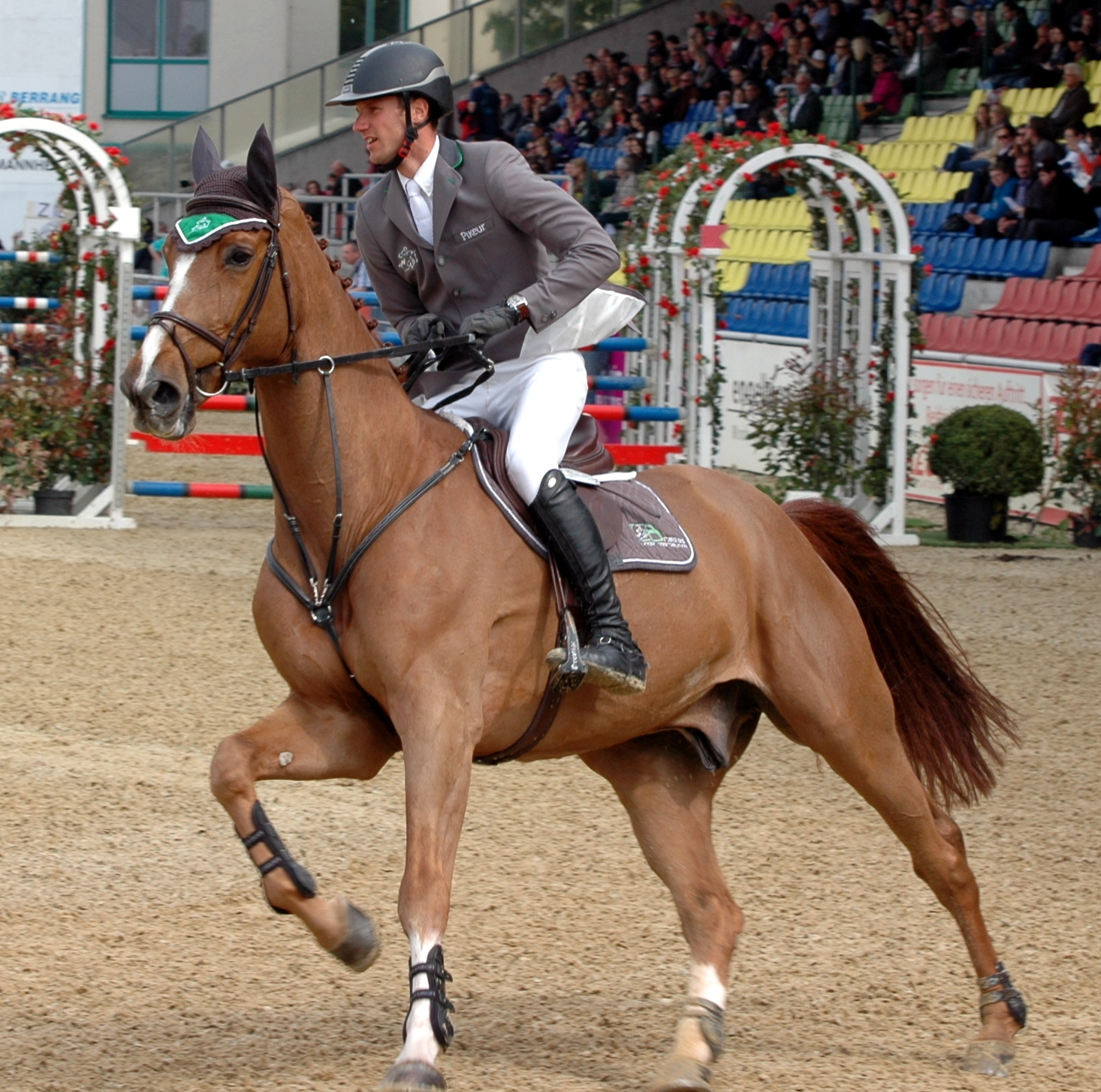
Christian Kukuk montant Carinou à Mannheim en 2015.

Il naît le 4 mars 1990 à Warendorf, en Allemagne, et hésite longuement entre une carrière de sportif dans le football et dans l'équitation. Il se décide pour l'équitation à l'âge de quinze ans, ne pouvant continuer simultanément les deux sports à haut niveau. Il obtient aussi un diplôme en école de commerce.
Il débute à Riesenbeck (les écuries de Ludger Beerbaum) en 2012, en tant qu'entraîneur de jeunes chevaux. Sa carrière équestre est influencée par Ludger Beerbaum et Marco Kutscher. Il monte en effet pour les écuries Beerbaum.
Il a subi un accident avec fracture de l'épaule en 2016 à Aix-la-Chapelle.
Il a été sélectionné pour participer aux Jeux olympiques d'été de 2020, organisés en 2021 à Tokyo, en saut d'obstacles individuel. Il prévoit de participer aux Jeux olympiques d'été de 2024 avec l'un de ses deux chevaux de tête,  Mumbaï van de Moerhoeve ou Checker 47.
Il commence en effet à être connu comme cavalier de haut niveau en début d'année 2024, lorsqu'il atteint le 18e rang mondial au classement du saut d'obstacles. Il est donc pressenti parmi les cavaliers olympiques qui concourront parmi l'équipe allemande de saut d'obstacles en 2024, ainsi qu'en individuel. Sa sélection est confirmée fin juin 2024, avec son cheval Checker 47.

## Palmarès
Il décroche la médaille d'or en individuel et par équipes lors de la finale de la Coupe du monde de saut d'obstacles de 2023 à Barcelone, avec Checker 47.
- octobre 2023 : vainqueur du Grand Prix de Riyad avec Checker 47[9] ;

- mai 2024 : vainqueur du Grand Prix du CSI5* de Madrid, avec Checker 47[10] ;

- Août 2024 :  Médaille d'or en individuel aux Jeux olympiques d'été de 2024, avec Checker 47[11] ;

## Chevaux
Au cours de l'année 2023, il obtient le cheval Checker 47, un fils de Comme il faut, monté précédemment par son mentor Ludger Beerbaum jusqu'au mois de juillet.